# Doğantepe, Başiskele
Doğantepe là một xã thuộc huyện Başiskele, tỉnh Kocaeli, Thổ Nhĩ Kỳ. Dân số thời điểm năm 2010 là 1.862 người.